# Giáo hoàng Luciô II
Luciô II (Latinh: Lucius II) là người kế nhiệm Giáo hoàng Celestine II và là vị giáo hoàng thứ 166 của giáo hội công giáo.
Theo niên giám tòa thánh năm 1806 thì ông đắc cử Giáo hoàng năm 1144 và ở ngôi Giáo hoàng trong 11 tháng 14 ngày. Niên giám tòa thánh năm 2003 xác định ông đắc cử Giáo hoàng ngày 12 tháng 3 năm 1130 và ngày kết thúc triều đại của ông là ngày 15 tháng 2 năm 1145.
Giáo hoàng Lucius II sinh tại Bologna, Ý dưới tên là Gherardo Cacciannemici dal Orso. Sau khi làm hồng y của Nhà thờ thánh giá Giêsusalem, ông được bầu làm Giáo hoàng. Tu sĩ Arnold da Brescia phát biểu một cách kịch liệt chống lại lối sống vô luân của hàng giáo sĩ. Giordano Pierleoni tổ chức một viện nguyên lão và một nội các cùng tuyên bố quyền thế tục của các Giáo hoàng từ đây bị bãi bỏ.
Lucius II cầm quyền trong tình hình ở Rôma vô cùng nguy cấp do Arnold Brescia gây ra. Ông điều động quân đội và khi cố gắng ngăn chặn một cuộc nổi loạn ghê gớm bùng nổ, ông chết vì bị một hòn đá ném trúng đầu.